# Calliethilla caerulea
Calliethilla caerulea là một loài ruồi trong họ Tachinidae.